# Chris Salvatore
Christopher Louis Salvatore (ur. 22 maja 1985 w Richboro) – amerykański aktor, wokalista i model.

## Życiorys
Urodził się w Richboro w stanie Pensylwania. Początkowo zajmował się muzyką. Jako piętnastolatek skomponował swoją pierwszą piosenkę. Po ukończeniu szkoły średniej rozpoczął edukację w Berklee College of Music w Bostonie w Massachusetts. Przyciągnął uwagę mediów swoim debiutanckim albumem zatytułowanym After All is Said and Done, który promowany był przez przebojowy singel „Done to Me”. Karierę w branży muzycznej kontynuuje do dziś. W 2010 roku ukazały się dwa kolejne studyjne albumy Salvatore'a: It Gets Better oraz The Sound of this Beat.
Na aktora szkolił się na uczelni The New York Conservatory for Dramatic Arts w Nowym Jorku. Wówczas odkrył w sobie prawdziwą pasję do sztuki filmowej oraz teatru. Podczas pobytu w Nowym Jorku zaangażował się w produkcję krótkometrażowego dramatu Misplaced (2007), w którym wcielił się w jednego z głównych bohaterów, Jonathona. W 2009 roku przeniósł się do Los Angeles w stanie Kalifornia, a po dwóch tygodniach od swojego przyjazdu do miasta został obsadzony w głównej roli jako Zack w komedii Eating Out 3: Bierz, co chcesz (Eating Out: All You Can Eat) − drugim już sequelu popularnego filmu o tematyce gejowskiej Eating Out (2004).
Na ścieżce dźwiękowej do filmu zawarto utwór Chrisa, „It's You”. Rolę Zacka aktor powtórzył w sequelach, filmach Eating Out 4: Obóz teatralny (Eating Out: Drama Camp, 2011) oraz Eating Out 5: Otwarty weekend (Eating Out: The Open Weekend, 2011).
W sierpniu 2013 nagrał cover piosenki Katy Perry „Breathe Me”.
Jest zdeklarowanym homoseksualistą. Zamieszkał w Los Angeles. Jest aktywistą społecznym na rzecz LGBT.

## Wybrana filmografia
- 2007: Misplaced jako Jonathon
- 2009: Eating Out 3: Bierz, co chcesz (Eating Out: All You Can Eat) jako Zack
- 2009: Cleaning Up the Plate: The Making of „Eating Out 3” w roli samego siebie
- 2011: Eating Out 4: Obóz teatralny (Eating Out: Drama Camp) jako Zack
- 2011: Eating Out 5: Otwarty weekend (Eating Out: The Open Weekend) jako Zack
- 2015: Wszystko jest możliwe (Paternity Leave) jako doula Thomas
- 2016: Girlfriends of Christmas Past jako Tyler
- 2017: Bad Indians jako seksowny kelner

## Dyskografia
- After All is Said and Done (2006)
- „Done to Me” (2006; singel)
- „It's You” (2009; utwór obecny na soundtracku do filmu Eating Out 3: Bierz, co chcesz)
- Dirty Love − EP (2010)
- „It Gets Better” (2010; singel)
- The Sound of this Beat (2010)
- Dirty Love − The Remixes (2011)
- „Drama Queen” (2011; utwór obecny na soundtracku do filmu Eating Out 4: Obóz teatralny)
- „Hurricane” (2012; singel)
- „All I Want for Christmas” (2013; singel)
- „What You Do to Me” (2014; singel)
- „Breathe Me” (2015; singel)

## Nagrody i nominacje
| Rok  | Nagroda     | Kategoria                    | Film                                          | Rezultat |
| ---- | ----------- | ---------------------------- | --------------------------------------------- | -------- |
| 2016 | TLA Gaybies | Najlepszy aktor drugoplanowy | Wszystko jest możliwe (Paternity Leave, 2015) | Wygrana  |